# Anna Senkara
Anna Senkara (ur. 5 maja 1981 w Warszawie) – polska dziennikarka, prezenterka telewizyjna i artystka multimedialna. Od 2010 roku związana z telewizją TVN, gdzie pracowała jako korespondentka Dzień Dobry TVN w Londynie. W latach 2023–2024 była jedną z prowadzących poranny program Dzień Dobry TVN, a w 2025 roku została prowadzącą program Mistrzowskie Pojedynki. Eternal Glory, również w TVN. W 2023 roku była jedną z prowadzących Top of The Top Sopot Festival. 

## Wykształcenie
Jest absolwentką University of London. Ukończyła studia na kierunku dziennikarstwo telewizyjne w Goldsmiths College. Jest absolwentką Akademii Sztuk Pięknych w Warszawie. Ukończyła studia na kierunku rzeźba na Wydziale Rzeźby, w Pracowni Przestrzeni Audiowizualnej pod kierunkiem prof. Grzegorza Kowalskiego. Jest absolwentką Uniwersytetu Warszawskiego. Ukończyła studia na kierunku filologia polska na Wydziale Polonistyki.

## Kariera w mediach
Karierę w mediach rozpoczęła jeszcze w Polsce, współpracując z takimi programami jak Rozmowy w toku czy „Między Kuchnią a Salonem” w TVN. Następnie dołączyła do zespołu Dzień Dobry TVN, gdzie przez wiele lat była korespondentką w Wielkiej Brytanii. Relacjonowała na żywo najważniejsze wydarzenia dotyczące brytyjskiej rodziny królewskiej: m.in. ślub księcia Harrego i Meghan Markle, Platynowy Jubileusz królowej Elżbiety II, pogrzeb królowej Elżbiety II, koronację króla Karola III i królowej Kamili.
W 2023 roku została jedną z prowadzących Dzień Dobry TVN, a latem 2023 współprowadziła Dzień Dobry Wakacje w duecie z Robertem Stockingerem. W tym samym roku była jedną z prowadzących Top of The Top Sopot Festival. W 2025 roku poprowadziła pierwszą polską edycję programu Mistrzowskie Pojedynki. Eternal Glory w TVN.

## Kariera artystyczna - filmy, instalacje, fotografia
- Wystawy indywidualne: wystawa Szlachcic w Zachęcie Narodowej Galerii Sztuki[18] i w Bunkrze Sztuki[19].
- Udział w licznych wystawach zbiorowych. m.in. w Centrum Sztuki Współczesnej[20].
- Prace w stałych kolekcjach Zachęty[21], Bunkra Sztuki[22] i kolekcjach prywatnych[23][24].

## Nagrody i wyróżnienia
- Postgraduate News Award – nagroda przyznawana przez Royal Television Society za najlepsze prace dyplomowe[25], dokument “Brits in Poland” pokazany na antenie Sky Arts[26].
- Samsung Art Master – główna nagroda[27][28][29].

## Życie prywatne
Jest córką polskiej sprinterki Krystyny Mandeckiej i prof. Jacka Senkary . Od wielu lat dzieli swoje życie między Wielką Brytanię i Polskę.